# Mackinia japonica
Mackinia japonica är en kräftdjursart som beskrevs av Matsumoto 1956. Mackinia japonica ingår i släktet Mackinia och familjen Janiridae.

## Underarter
Arten delas in i följande underarter:
- M. j. japonica
- M. j. dilatata